# Robert Krawczyk
Robert Krawczyk (* 26. března 1978 Tarnovské Hory, Polsko) je bývalý polský zápasník–judista.

## Sportovní kariéra
S judem začínal na základní škole v Radzionkówě v kroužku. Od roku 1992 se připravoval v hornickém klubu Czarni v Bytůni pod vedením Zenona Mościckeho. Vrcholovou přípravu podstupoval ve spolupráci s Markem Pitułou. V polské seniorské reprezentaci se pohyboval od roku 1997. V roce 2000 si před domácím publikem ve Vratislavi zajistil třetím místem kvalifikaci na olympijské hry v Sydney. V Sydney však ukončil své snažení v úvodním kole. V roce 2004 patřil k favoritům na jednu z medaili na olympijské hry v Athénách a po příjemném nalosování se dostal do semifinále, kde narazil na mladého Ukrajince Romana Honťuka. V napínavém zápase ještě v posledních sekundách držel bodové vedení, ale závěrečný nápor Ukrajince nevydržel a dvě sekundy před koncem se nechal hodit technikou sumi-gaeši na ippon. V souboji o třetí místo nestačil na Brazilce Flávia Canta a obsadil konečné páté místo.
V roce 2008 startoval na olympijských hrách v Pekingu opět jako favorit na jednu z medailí. Před branami čtvrtfinále ho však v takticky vedeném zápase zastavil Korejec Kim Če-pom. Obsadil sedmé místo. Po olympijských hrách v Pekingu přešel jako veterán do střední váhy. V roce 2012 se na své čtvrté olympijské hry v Londýně nekvalifikoval. Sportovní kariéry ukončil v průběhu roku 2013, když dostal trenérskou nabídku od belgického judistického svazu. V roce 2016 připravil k zisku bronzové olympijské medaile Dirka Van Tichelta.
Robert Krawczyk byl levoruký judista s pravým úchopem (tzv. defenzivní styl) a s osobními technikami tai-otoši a ippon-seoi-nage prováděnými výhradně na levou stranu, jeho předností byly dále submisivní techniky–páčení.

## Výsledky
| Turnaj             | 1996             | 1997             | 1998             | 1999             | 2000             | 2001             | 2002             | 2003             | 2004             | 2005             | 2006             | 2007             | 2008             | 2009             | 2010             | 2011    | 2012    |
| Turnaj             | 18               | 19               | 20               | 21               | 22               | 23               | 24               | 25               | 26               | 27               | 28               | 29               | 30               | 31               | 32               | 33      | 34      |
| Turnaj             | polostřední váha | polostřední váha | polostřední váha | polostřední váha | polostřední váha | polostřední váha | polostřední váha | polostřední váha | polostřední váha | polostřední váha | polostřední váha | polostřední váha | polostřední váha | polostřední váha | polostřední váha | střední | střední |
| ------------------ | ---------------- | ---------------- | ---------------- | ---------------- | ---------------- | ---------------- | ---------------- | ---------------- | ---------------- | ---------------- | ---------------- | ---------------- | ---------------- | ---------------- | ---------------- | ------- | ------- |
| Olympijské hry     | —                |                  |                  |                  | úč.              |                  |                  |                  | 5.               |                  |                  |                  | 7.               |                  |                  |         | —       |
| Mistrovství světa  |                  | —                |                  | úč.              |                  | úč.              |                  | 3.               |                  | úč.              |                  | 5.               |                  | úč.              | úč.              | úč.     |         |
| Mistrovství Evropy | —                | —                | 7.               | —                | 3.               | —                | 3.               | úč.              | úč.              | 3.               | úč.              | 1.               | úč.              | úč.              | úč.              | 5.      | úč.     |
| MS juniorů         | úč.              |                  |                  |                  |                  |                  |                  |                  |                  |                  |                  |                  |                  |                  |                  |         |         |
| ME juniorů         | 3.               | úč.              |                  |                  |                  |                  |                  |                  |                  |                  |                  |                  |                  |                  |                  |         |         |